# Parazita sugárzó
A parazita sugárzó az antennának olyan eleme, amely nincs közvetlenül táplálva, hanem induktív és kapacitív csatolás útján veszi fel a sugárzó által kisugárzott elektromágneses energiát, majd a felvett energiát ismét kisugározza. A parazita sugárzókat tartalmazó antennákat sugárcsatolású antennának nevezik.
Induktív fázistolás hatására mint reflektor, kapacitív fázistolás hatására mint direktor működik. A reflektor hosszabb, a direktor pedig rövidebb a primer sugárzónál. A reflektor a sugárzótól a fő sugárzási iránnyal ellentétes oldalon van, a direktor pedig a fő sugárzási irányban van.
Parazita sugárzóval először 1926-ban S. Uda a Tohoku Egyetem professzora kísérletezett, eredményeit pedig H. Yagi közölte angol nyelven. A róla elnevezett Yagi-antenna is a parazita sugárzót tartalmazó antennák nagy családjába tartozik.
A parazita sugárzót tartalmazó antennák primer sugárzójaként leginkább félhullámú dipólust használnak.

## A parazitasugárzót tartalmazó antenna mint nyílt rezgőkör
A parazita sugárzókat tartalmazó antennáknál a sugárzó és a parazitaelemek között induktív és kapacitív csatolás van.

### Az induktív komponens
Az induktív komponens az antennaelem hosszából származik, mivel egy adott hosszúságú egyenes vezetőnek van önindukciója. Ha a sugárzó talppontjára nagyfrekvenciás váltófeszültséget kapcsolunk, akkor a sugárzóvezetőn váltóáram fog folyni, ami váltakozó mágneses mezőt hoz létre. A parazitaelemeknek szintén van induktív tényezőjük és mivel párhuzamosak a sugárzóval, ezért mágneses csatolásban vannak, így a váltakozó mágneses mező hatására a parazita sugárzókban áram fog indukálódni, ami további mágneses mezőt fog létrehozni.
Mivel a mágneses mező terjedéséhez idő kell (fénysebességgel terjed), így a váltakozó mágneses mező a térben haladó hullámok formájában terjed.
Ha a parazitasugárzó megfelelő távolságra van a sugárzótól, akkor a sugárzó és a parazitaelem egy fázisban gerjeszt mágneses hullámokat. Az ilyen parazitasugárzót nevezzük direktornak, mivel saját iránya felé tereli, "igazgatja" a mágneses hullámokat.
A parazitasugárzó lehet olyan távolságra is, hogy a sugárzóhoz képest ellentétes fázissal gerjeszti a mágneses teret, ilyenkor a sugárzóból érkező mágneses hullámokat a parazitaelem a saját iránya felé kioltja. Ez az parazitaelem a reflektor. 

### A kapacitív komponens
A kapacitív komponens az antennaelemek felszínének területéből, és az antennaelemek távolságából adódik, vagyis az antennaelemek vezető felülete úgy viselkedik, mintha egy kondenzátor fegyverzetei lennének. Ha a sugárzóra váltakozó áramot kapcsolunk, akkor a sugáró körül váltakozó elektromos tér keletkezik. Mivel a sugárzó és a parazitaelemek között kapacitív csatolás van, így a parazitaelemben indukált feszültség keletkezik.
Az elektromos tér terjedéséhez is idő kell (fénysebességgel terjed), így a térben a váltakozó elektromos mező is haladóhullámok formájában terjed.
Ha a parazitasugárzó megfelelő távolságra van a sugárzótól, akkor a sugárzó és a parazitaelem egy fázisban gerjeszt elektromos erőteret. Az ilyen parazitasugárzót nevezzük direktornak, mivel saját iránya felé tereli, "igazgatja" az elektromos hullámokat.
A parazitasugárzó lehet olyan távolságra is, hogy a sugárzóhoz képest ellentétes fázissal gerjeszti az elektromos erőteret, ilyenkor a sugárzóból érkező elektromos hullámokat a parazitaelem a saját iránya felé kioltja. Ez az parazitaelem a reflektor.

## A reflektor hatása
A reflektor, mivel rezonáns elem, így nemcsak árnyékoló hatást fejt ki, hanem a sugárzó irányába visszafelé is sugároz. Ennek következtében már egy reflektorból és sugárzóból álló sugárcsatolású antennának is számottevő nyeresége van a fő sugárzási irányban.
Az alábbi ábra mutatja, hogy a sugárzó-reflektor távolság milyen mértékű hatást gyakorol az antennanyereségre:
A sugárzó-reflektor távolsága befolyásolja az antenna talpponti ellenállását az alábbi diagram szerint:

## A direktor hatása
A direktor a fő sugárzási irányban jelentős hatást fejt ki, ezért már egy kételemű, csak sugárzóból és direktorból álló antennának is számottevő nyeresége van.
Az alábbi ábra mutatja, hogy a sugárzó-direktor távolság milyen hatást fejt ki az antenna nyereségére:
A sugárzó - direktor távolsága befolyásolja az antenna talpponti ellenállását az alábbi diagram szerint:

## Sugárcsatolású antennák elemeinek méretezése

### Antennanyereség és talpponti ellenállás meghatározása
A sugárcsatolású antennák nyeresége nagyban függ a parazitaelemek távolságától, viszont ezek a távolságok a talpponti ellenállásra is drasztikus hatást gyakorolnak, ennek következtében nem törekedtünk a legnagyobb antennanyereség elérésére.
- Ha az antenna talpponti ellenállása túl kicsi, akkor jelentős rezisztív veszteséggel is számolnunk kell, valamint az antenna tápvonalhoz történő illesztése is problémát okoz.
- Ha az antenna talpponti ellenállása túl nagy, akkor az antenna érzékenyebb lesz a környezeti zavarokra, valamint az illesztésnél is jelentősebb veszteségek keletkeznek.

2 elemes antennánál a talpponti ellenállás és az antennaelemek hosszainak kiszámítása egyszerű, a diagramok segítségével könnyen meghatározható, háromelemes antennánál viszont a talpponti ellenállás meghatározása problémásabb, mivel soros és párhuzamos csatolású reaktív komponensek nagy tömegét kellene számítanunk. Erre leginkább számítógépes szimulációt lehet használni, vagy az összeépítés során antennamérő használata mellett pontosítani az elemtávolságokat. Egy irányérték kiszámítható a diagramokból leolvasott értékekből:
{\displaystyle Z={\sqrt {Z_{SR}Z_{SD}}}}
- Z - az antenna talpponti ellenállása
- ZSR - A Sugárzó - Reflektor távolság függvényében adódó talpponti ellenállás diagramról leolvasott ellenállásérték
- ZSD - A Sugárzó - Direktor távolság függvényében adódó talpponti ellenállás diagramról leolvasott ellenállásérték

### A az antennaelemek hosszainak számítása
A táplált antennaelem és a parazitaelemek hossza az elemek távolságától függ.
A reflektor általában hosszabb mint a sugárzó és minél távolabbra helyezzük el a sugárzótól, annál hosszabbnak kell lennie.
A direktor rövidebb a sugárzónál, és minél távolabbra helyezzük, annál rövidebbnek kell lennie.
A sugárzó is rövidül, minél inkább nagyobbak az elemek közt a térközök, annál inkább csökkenteni kell a hosszát. 
Az antenna egyes elemeinek hosszát az alábbi diagramok segítségével lehet meghatározni:
A diagramon szereplő hosszértékek végtelenül nagy alaki tényezőre, vagyis nagyon vékony vezető esetére van megadva, így a diagramról leolvasott értékhez még hozzá kell számolnunk a rövidülési tényezőt is a következőképpen:
{\displaystyle {\ce {l=(k + 0,02)x}}}
- k - rövidülési tényező
- x - az adott diagramról leolvasott érték
- l - az antennaelem hossza

## Gyakorlati felhasználása
Parazitaelemek felhasználásával készített antennákat napjainkban is széleskörűen használnak földfelszíni TV adások vételére, kereskedelemben is kaphatóak a digitális műsorszórásban használt sávra méretezett szélessávú változatok.
Elterjedten használják pont-pont típusú összeköttetésekre a méteres és a deciméteres hullámsávokon.
Rádióamatőr gyakorlatban és katonai távközlésben előfordul még nagyobb hullámhosszra méretezett változatban is, sokszor kolosszális méretben.